# Gaißau (Gemeinde Krispl)
Gaißau ist ein Dorf, eine Ortschaft und zugleich Hauptort der Gemeinde Krispl mit 759 Einwohnern (Stand 1. Jänner 2024) im Bezirk Hallein im Land Salzburg in Österreich.

## Geographie
Gaißau liegt rund 8 km nordöstlich von Hallein in einem wenige Kilometer langen Seitental des Wiestals in der Osterhorngruppe; der Ort liegt auf einer Höhenlage zwischen rund 710 und 750 m ü. A. Das Tal wird in südost-nordwestlicher Richtung vom Mörtlbach durchflossen, der im westlich angrenzenden Gemeindegebiet von Adnet bei Höhenwart in den Wiestalstausee mündet.

## Geschichte
Bis ins 13. Jahrhundert war das Gebiet um Gaißau Jagd- und Weideland. Gaißau wurde erstmals 1241 als Gaizzouwe erwähnt, nachdem im Hochmittelalter im Zuge der Bajuwarische Landnahme das Gebiet besiedelt wurde. Das Gut Gaißau, das 1245 an das Salzburger Domkapitel verkauft wurde, wird später verliehen, 1299 erscheint Heinrich von Gutrat als Lehensnehmer der Vogtei auf.
1393 wird in einer Aufzeichnung ein Gut unter dem Chrispel in der Pfarr Chuchl beschrieben. Der Name Krispl taucht hier erstmals auf, seine sprachlich Bedeutung ist jedoch bis heute nicht geklärt. 1594 wird urkundlich eine schlichte Bergkirche „auf den Krispeln“ erwähnt. Kirchlich gehörte Krispl zur Mutterkirche Kuchl und wurde 1731 zum Vikariat erhoben. Seit 1859 ist Krispl selbständige Pfarre. Die Kirche aus dem 15. Jahrhundert wurde 1759 wesentlich verändert, wobei auch ein Schalgewölbe eingebaut wurde.

## Kultur, Sport und Soziales
Gaißau ist der Sitz der Freiwilligen Feuerwehr Krispl, der Trachtenmusikkapelle Krispl-Gaißau und des Sportvereins USV Krispl-Gaißau. Zudem existiert eine örtliche Theatergruppe. Als Bildungseinrichtungen gibt es im Ort einen Kindergarten und eine Volksschule.
In Gaißau befindet sich das Skigebiet Gaißau-Hintersee und das Erholungsgebiet Spielbergalm. Beworben werden die Ziele vom ebenfalls hier ansässigen Tourismusverband Krispl-Gaißau. Da jedoch der chinesische Haupteigentümer des Lifts längere Zeit keine Pacht mehr zahlte, haben Ende Oktober 2019 mehrere Grundbesitzer einen Konkursantrag gegen den Liftbetreiber eingebracht. Zum chinesischen Hauptgesellschafter gibt es per 2. Dezember 2019 keinen Kontakt, Übernahmeangebote von Interessenten existieren auch keine. Die Lifte haben keine technischen Bewilligungen mehr und die Verträge über die Skipisten sind gekündigt. Das Konkursverfahren bei Gericht ist für Jänner 2020 geplant. Die betroffenen Gemeinden Gaißau und Hintersee wollen das Schigebiet retten und bemühen sich um eine Lösung mit Unterstützung des Landes Salzburg.

## Verkehr
Gaißau liegt an der bogenförmig verlaufenden Krispler Landesstraße L 209, die die Orte Krispl und Gaißau mit dem Wiestal verbindet. Mehrmals täglich gibt es Postbus-Verbindungen mit Krispl, Adnet und der Bezirkshauptstadt Hallein.